# 莫戈恰區

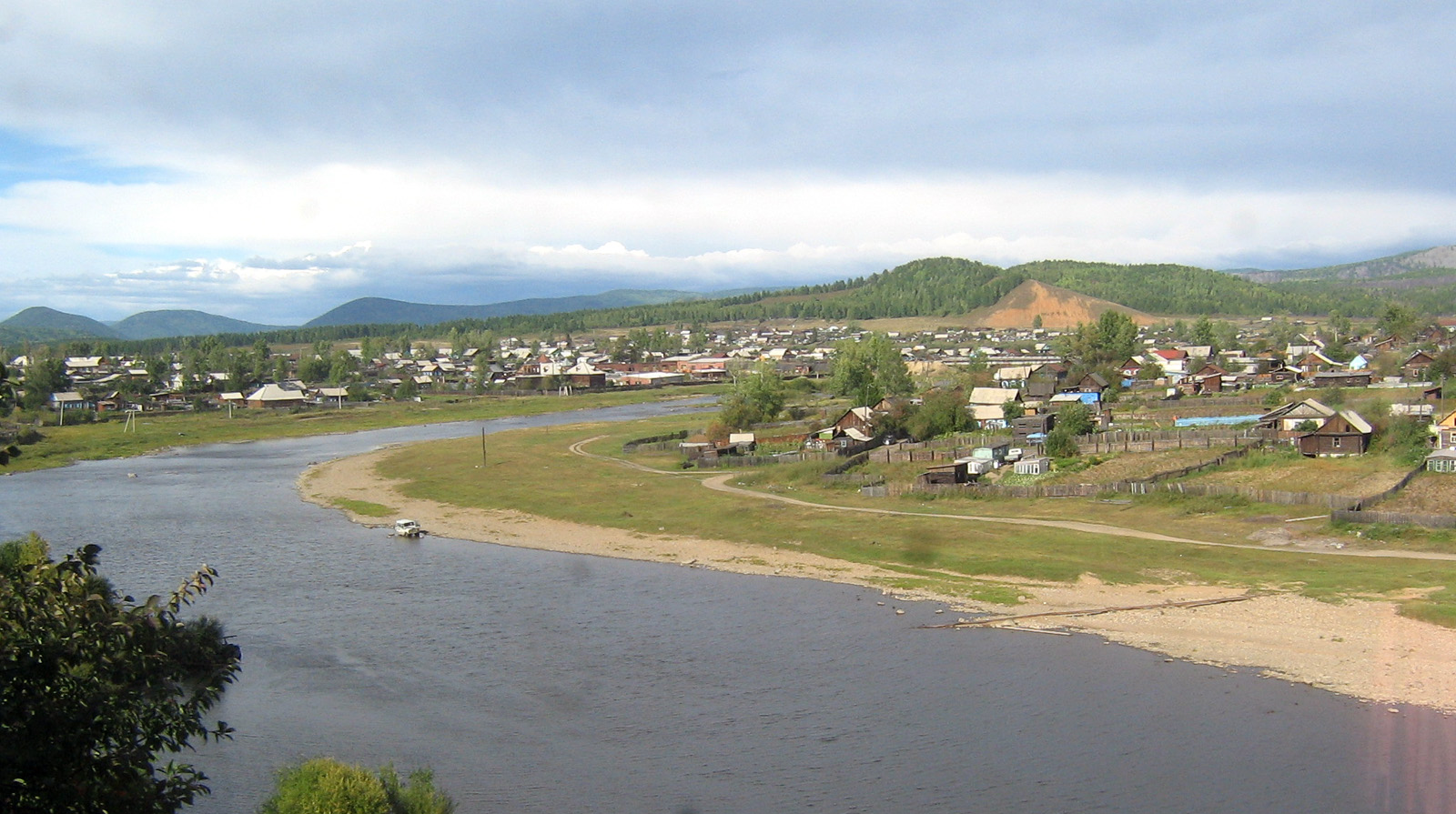

53°41′N 120°11′E / 53.683°N 120.183°E
莫戈恰區（俄语：Могочинский район），是俄羅斯的一個區，位於該國西部，由外貝加爾邊疆區負責管轄，始建於1926年1月4日，面積25,500平方公里，2010年人口25,508，人口密度每平方公里1人。